# Mike Resnick
Michael „Mike” Diamond Resnick (n. 5 martie 1942, Chicago, Illinois, SUA – d. 9 ianuarie 2020, Cincinnati, Ohio, SUA) a fost un scriitor american de literatură științifico-fantastică.
Resnick este autorul a peste 40 de romane SF, 12 colecții și 130 povestiri scurte, editând totodată peste 25 antologii. El a câștigat 4 premii Hugo și un Nebula cât și alte premii majore în Franța, Japonia, Spania, Polonia și Croația.

## Opera
- A Blonde in Africa (O blondă în Africa)
- A Limerick History of Science Fiction (O istorie limerick a literaturii științifico-fantastice)
- Barnaby in Exile (Barnaby in exil)
- Between the Sunlight and Thunder (Între razele soarelui și fulger)
- Biebermann's Soul (Sufletul lui Biebermann)
- Compleat Chance Perdue (Șansă complet pierdută)
- Death is an Acquired Trait (Moartea e un act clar)
- Elephants On Neptune (Elefanții de pe Neptun)
- Frankie the Spook (Frankie the Spook)
- Hot House Flowers (Fierbintea Casă a Florilor)
- Hunting Lake (Lacul vânat)
- Hunting The Snark
- Like Small Feet Following (Urmărind picioarele mici)
- Malish
- Mrs. Hood Unloads (Domnul Glugă Goală)
- Mwalimu in the Squared Circle (Mwalimu în Cercul Metric)
- Old MacDonald Had A Farm (Bătrânul MacDonald avea o fermă)
- Oracle Trilogy (Trilogia Oracolul)
  - Vol. 1: Soothsayer (Dulcele vorbitor)
  - Vol. 2: Oracle (Oracolul)
  - Vol. 3: Prophet (Profetul)
- Redchapel (Capela roșie)
- Roots and a Few Vines (Rădăcini și câteva vițe)
- Seven Views of Olduvai Gorge (Șapte vederi ale Defileului Olduvai)
- The 43 Antarean Dynasties (A 43-a dinastie antareană)
- The Adventure of the Pearly Gates (Aventura de la Porțile din Perle)
- The Kemosabe (The Kemosabe)
- The Land of Nod (Tărâmul Nodului)
- The Light That Blinds.The Claws That Catch (Lumina Care Orbește. Ghiarele Care Prind)
- The Lotus and the Spear (Lotusul și Sulița)
- The Pale Thin God (Palidul zeu subțirel)
- The Trials and Tribulations of Myron Blumberg, Dragon (Încercările și Suferințele lui Myron Blumberg, Balaur)
- When the Old Gods Die (Când zeii bătrâni mor)
- Why Martians Are Attracted To Big-Breasted Women (De ce marțienii sunt atrași de sânii mari ai femeilor)
- Winter Solstice (Solstițiul de iarnă)